# Bogsta kyrka
Bogsta kyrka är en kyrkobyggnad i Strängnäs stift. Kyrkan ligger vid sjön Runnviken och är församlingskyrka i Tystbergabygdens församling.

## Kyrkobyggnaden
Kyrkan är ursprungligen uppförd på 1100-talet och består av långhus, ett kyrktorn i väster och en sakristia i norr. Tornet tillfogades på 1300-talet, sakristian i slutet av 1300-talet eller början av 1400-talet och koret tillkom på 1400-talet. Av en teckning av kyrkan från 1685 Johan Peringskiöld framgår att kyrkan då hade ett vapenhus, av allt att döma gjort av trä. En beskrivning från 1830 visar att vapenhuset då ännu fanns kvar, troligen revs det i samband med en större restaurering av kyrkan på 1840-talet. Spiran på tornhuven och långhusets östra gavelröste pryds av vindflöjlar med årtalet 1660. Troligen är årtalet identiskt med byggåret för nuvarande tornhuv. Tornhuven kläddes 1889 med plåt, tidigare var den liksom långhuset som nu täcks av enkupigt taktegel klätt med tjärat spån. Den originella fasaden är ritad av arkitekten Agi Lindegren i samband med en genomgripande restaurering 1905. Kyrkans järnbeslagna dörrar tillkom i samband med en restaurering 1936 och är ritade av Hakon Ahlberg.
En läktare byggdes 1813 i västra delen av kyrkan, men togs bort i samband med renoveringen 1905. En ny fast bänkinredning uppfördes i kyrkan 1849. De ersattes 1905 av en nygotisk inredning, vars gavlar och skärmar ersattes vid renoveringen 1936.
Utanför kyrkobyggnaden återfinns en runsten, som fram till 1908 låg som tröskel i kyrkdörren. Ytterligare en runsten finns inmurad i sakristians norra vägg, Södermanlands runinskrifter 124.
Kyrkogården utsträcker sig främst söder och väster och kyrkan. Genom påförd fyllning på insidan av sydmuren har den på den sidan fått karaktär av terrassmur. Grindar och grindstolpar utfördes efter ritningar av arkitekten Hakon Ahlberg 1929.
Tvärs över sjön från kyrkan ligger den gamla prästgården, uppförd 1697 med en sexdelad plan som förebild. Salsbyggnaden förekom tidigt som bostadshus på mera ståndsmässigt bebyggda gårdar och blev vanlig på herrgårdar, prästgårdar och militära boställen under 1700-talet. Först under 1800-talet blev hustypen vanlig även på bondgårdar.

## Inventarier
- Som altarprydnad finns ett krucifix, som skänktes till kyrkan av kapten och fru Schinkel på Norrby. En äldre altarprydnad tillverkad i samband med restaureringen 1905 på bekostnad av friherre C. F. von Rosen på Näsby, den finns magasinerad i kyrkstallet.
- Dopfunten i sandsten och en i Mälardalen vanlig typ med repstavsvulst på foten och ringar på cuppan är från senare delen av 1100-talet.
- Predikstolen är från 1849 och utfördes efter ritningar av arkitekten Ludvig Hedin.
- Östfönstret pryd av en glasmålning från 1936 bekostad av Elsbeth Funch, utförd av N. P. Ringström efter ritningar av Einar Forseth. Målningen vars idéinnehåll skisserats av Elsbeth Funch, innehåller bland annat motiv av Bogsta kyrka och Ökna säteri.
- Fyra medeltida träskulpturer fanns ännu på 1870-talet bevarade i kyrkan, en Kristusbild, en Sankt Olofsbild, en madonnabild samt en bild av en okänd biskop i mitra. Alla skulpturerna är dock spårlöst försvunna.

## Kyrksilver
Kyrkans kalk är sammansatt av flera olika delar. Foten är tillverkad 1764 av guldsmeden Anders Ulfsberg i Nyköping. Skålen är även den tillverkad av Anders Ulfsberg vid samma tillfälle. Skaftet som är rikt ornerat är dock av allt att döma ett kontinentalt arbete från tidigt 1600-talet. Gissningsvis har den ursprungligen varit avsedd för profant bruk och försetts med ny kalk och fot för att fungera som nattvardskalk. Den till kalken brukade patenen är i förgyllt silver och saknar stämplar. En oval oblatask är tillverkad av guldsmeden Henning Petri i Nyköping. Den pryds av en friherrlig krona och initialerna GMAPS, som dock inte kunnat identifieras. Vinkannan i rokoko är tillverkad 1753 av guldsmeden Petter Pettersson Lund i Stockholm. Dessutom finns ytterligare en kalk, vars skaft och fot härrör från medeltiden. Tillhörande patén har dock tillverkats 1793 av Anders Ulfsberg i Nyköping. Vidare finns en vinkanna i form av en sejdel, tillverkad av Anders Falck i Jönköping. Den pryds av alliansvapnen för landshövding Carl Gustaf Silversparre på Ökna och dennes maka Hedvig Ulrika Lilliecrantz, och är troligen tillverkad i samband med dessas bröllop i Jönköping 1721 och senare skänkt till kyrkan.

## Ljusredskap
En medeltida järntakkrona från 1400-talet fanns tidigare i Bogsta kyrka. Den består av en järnring med tvärs över denna löpande järnband med ljushållare. Ytterringen är genombruten för att bilda bokstäder och däremellan små enhörningsfigurer. Bokstäverna bildar inskriften: "korona eclecie saetersta help help help". Enligt inskriften torde den ursprungligen kommit från Sättersta kyrka. Kronan överfördes senare till kyrkomuseet i Strängnäs. Kyrkan har tre mässingsljuskronor, alla från 1600-talets mitt eller senare hälft. Den östligaste är ovanlig i det att den delvis är tillverkad i pressad plåt och ursprungligen varit försilvrad. Krönfiguren avbildar Venus som stiger upp ur en snäcka och torde från början varit avsedd för profant bruk. Kyrkan har även tre par ljusplåtar i pressad mässing. Alla dekorerade med blomstermotiv, främst tulpaner och vallmo, och härrör alla från 1600-talets senare hälft. Vidare finns en ljusstake av malm med tre ljushållare från början av 1600-talet och ett par mässingsstakar från slutet av 1600-talet med vridet skaft och i bucklor uppdriven fot, samt ett par ljusstakar i förgylld brons i empirestil från tidigt 1800-tal.

## Textilier
Inga äldre textilier finns kvar i Bogsta kyrka, det finns dock två mässhakar och tre antependier i museisamlingar härifrån. Ett antependium i röd sammet inititalerna E.G. och årtalet 1660 broderade med vit bomullstråd. Det andra antependiet är i blågrön sidendamast med blommor i mörkblått, rött och guld och härrör från början av 1700-talet. En av mässhakarna är av blått siden med guldbroderi och guldpaljetter och härrör från 1600-talet första hälft, det är senare lagat med stycken av blågrått kinesiskt siden vid mitten av 1700-talet. Längst ned på ryggstycket finns initialerna MR. Den andra mässhaken är av samma blågröna sidendamast som använts som lagning på den förra och troligen donerats då. Den tredje mässhaken är av svart sammet och har på framstycket en sol, broderad i guldtråd och på ryggstycket ett kors av guldgaloner och nedtill årtalet 1800 och initialerna ECPG. Initalierna syftar på Eva Catharina Planting-Gyllenbåga som var bosatt på Hedvigslund och avled ogift samma år som mässhaken donerades.

## Kyrkklockor
- Den större klockan saknar inskrifter men torde vara gjuten på 1400-talet. På livet pryds den av ett antal symboler: en yxa, en biskopsstav och en åskvigg.
- Den mindre klockan har bland annat inskriften: "Store Konung Carl den Elfte - Mig till Bogsta kyrka skänkte - 1691 . Nu för remnan mig åkom - gjutes jag ånyo om - 1758."

### Orgel
- Den nuvarande orgeln är byggd 1907 av E A Setterquist & Son, Örebro och är mekanisk med roosweltlåda. Den har ett tonomfång på 54/27. Orgeln är bevarad i originalskick.

| Manual                      | Pedal   | Koppel      |  |
| Borduna 16’                 | Bihängd | Man 4'/Man. |  |
| Subbas 16' (C-H, tr B. 16') |         |             |  |
| Principal 8'                |         |             |  |
| Rörflöjt 8'                 |         |             |  |
| Gamba 8'                    |         |             |  |
| Salicional 8'               |         |             |  |
| Octava 4'                   |         |             |  |